# Úštěk
Úštěk là một thị trấn thuộc huyện Litoměřice, vùng Ústecký, Cộng hòa Séc.